# Kathleen Simon
Kathleen Rochard Simon (anciennement Manning, née Harvey ; 23 septembre 1869 - 27 mars 1955) est une militante anti-esclavagiste anglo-irlandaise. Elle se lance dans la lutte contre l'esclavage après avoir vécu dans le Tennessee avec son premier mari, et elle rejoint le mouvement abolitionniste lorsqu'elle revient à Londres après sa mort. Avec son second mari, John Simon, elle fait campagne contre toute forme de servitude.

## Jeunesse
Kathleen Rochard Harvey est née à Rathmines, au sud de Dublin dans une famille irlandaise terrienne, les Harveys of Kyle (près d'Enniscorthy, comté de Wexford). Elle est la fille aînée de Frances (née Pollock) et de Francis Harvey, qui apprennent à leurs filles à apprécier la liberté et à mépriser l'esclavage. En plus de recevoir un enseignement privé, elle fréquente plusieurs écoles de Dublin. Elle est formée comme infirmière et épouse le médecin irlandais Thomas Manning le 21 février 1885,.
Le couple part aux États-Unis et s'installe dans le Tennessee. Ils ont un fils, Brian O'Donoghue Manning (1891-1964),.

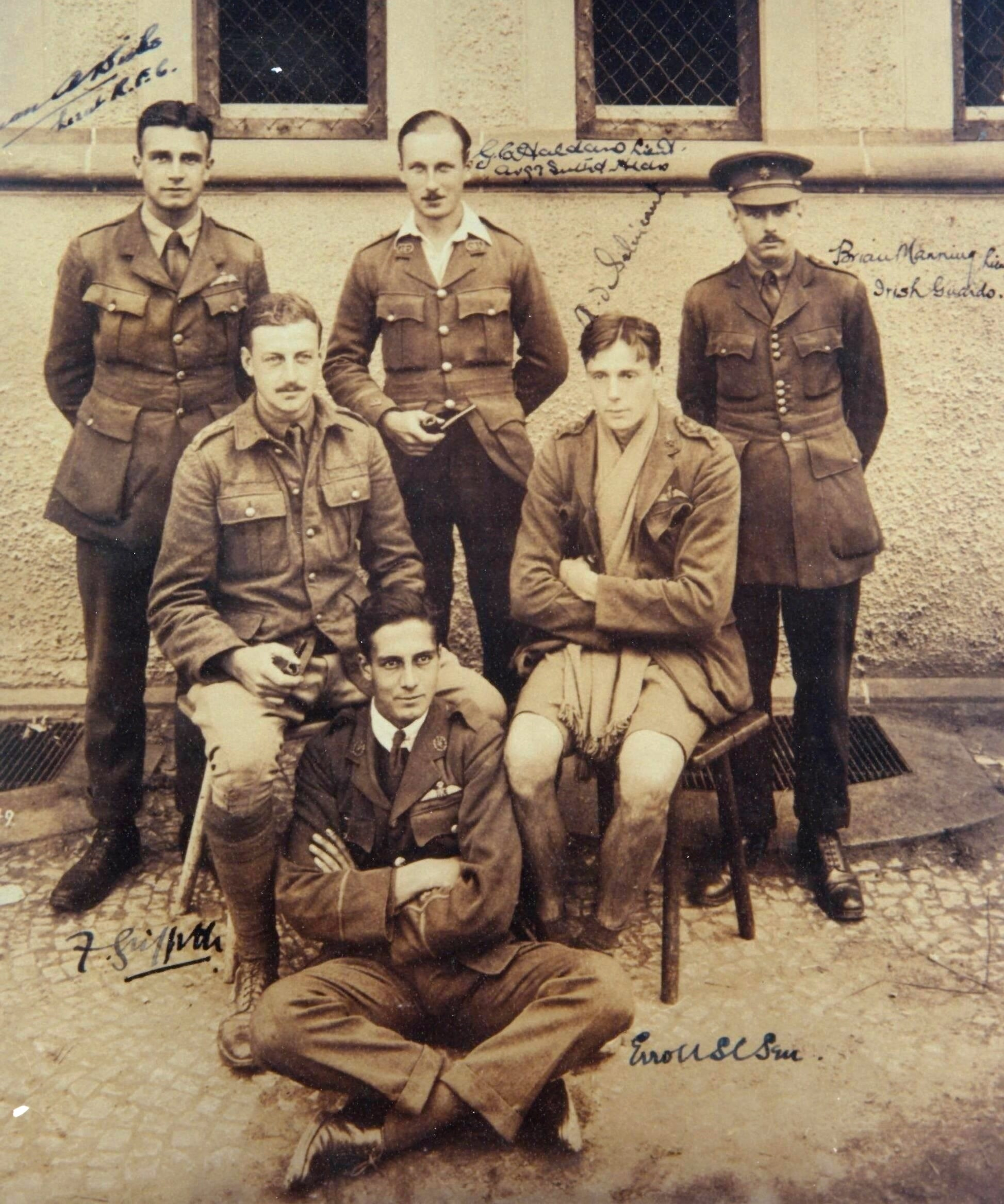
Le fils de Kathleen Manning, Brian (à l'extrême droite) dans le camp de prisonniers de guerre de Holzminden, vers 1918

Après la mort de son premier mari, Kathleen Manning revient à Londres et commence à travailler comme sage-femme dans l'East End. Constatant qu'elle ne peut pas gagner suffisamment d'argent en étant seulement sage-femme, elle prend le poste de gouvernante pour les enfants du veuf John Simon. Lorsque son fils, servant pendant la Première Guerre mondiale dans les Irish Guards, devient prisonnier de guerre, elle demande de l'aide à Simon. Ils se fiancent rapidement et se marient le 18 décembre 1917 en France. Elle est alors connue sous le nom de Lady Simon, et le reste avec la Croix-Rouge.

## Engagement politique
Alors qu'elle vit dans le Tennessee avec son premier mari, Kathleen Manning est témoin de discrimination à l'encontre d'une jeune fille afro-américaine nommée Amanda. Après avoir déménagé à Londres, elle rejoint l'Anti-Slavery and Aborigines' Protection Society,. Lady Simon soutient la cause républicaine irlandaise pendant la guerre d'indépendance irlandaise, faisant pression sur son deuxième mari pour qu'il la rejoigne, mais dénonce également des actions du Sinn Féin,. Elle n'est pas appréciée de la haute société. Le Premier ministre Neville Chamberlain déclare à propos de Sir John: "Comment il en est venu à épouser cette femme, je ne sais pas. Elle ne semble pas correspondre au rôle d'une grande dame !" .

### Abolitionnisme

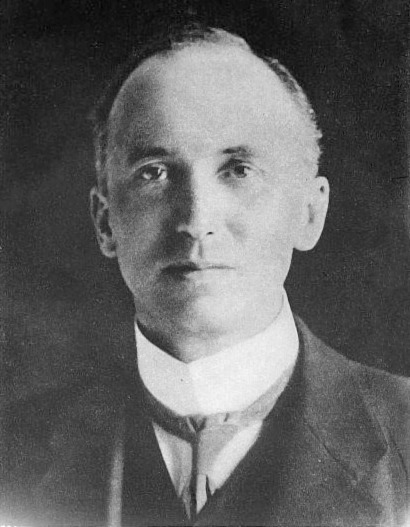
Sir John Simon, photographié en 1916

En 1927, Lady Simon et l'épouse du futur chef du Parti libéral Violet Bonham Carter décident de soutenir la convention abolitionniste organisée par la Société des Nations, déclarant qu'"aucune barrière de couleur ne doit être érigée qui empêchera les autochtones d'accéder à des postes pour lesquels leurs capacités et leurs mérites les destinent". Le rapport de Sir John et Lady Simon sur les cas d'esclavage pratiqués dans la colonie de Sierra Leone est publié par The Times. Lady Simon démontre de nouveau son intérêt pour les droits des Afro-Américains en 1928, lorsqu'elle assiste à l'inauguration du Wilberforce Monument aux côtés du président de la NAACP Walter Francis White.
Tout au long des années 1920, Lady Simon fait des recherches sur l'Esclavage dans le monde, estimant qu'il y avait plus de six millions de «vivants en servitude» dans le monde. Le livre, intitulé Slavery, est publié en 1929 et est dédié à "Amanda of Tennessee". Le Sunday Times l'accueille comme une "mise en accusation surprenante de la civilisation moderne", tandis que le Daily News écrit que "ce pays ne peut pas se laver les mains de sa responsabilité". W. E. B. Du Bois apprécie l'étude, mais considère qu'elle dépend trop des rapports officiels. Leur discussion sur le livre conduit à une amitié durable. Elle reste un pilier de la société anti-esclavagiste et de protection des aborigènes,,.
Lady Simon embarrasse les partisans d'Haïlé Sélassié Ier, empereur d'Éthiopie, à la veille de la deuxième guerre italo-éthiopienne en dévoilant sa richesse esclavagiste. Elle affirme que Benito Mussolini l'a convaincue qu'il essaierait d'éradiquer l'esclavage en Éthiopie.

### Campagnes contre d'autres formes de travail forcé
Lady Simon est surtout préoccupée par les formes moins évidentes de servitude, notamment le travail sous contrat, le peonage et la servitude pour dettes. La jugeant incompatible avec les principes de la Société des Nations, elle s'oppose publiquement à la politique de recours au travail forcé en Afrique de l'Est. Pendant plusieurs décennies, elle se bat pour l'émancipation des Mui tsai, des filles domestiques réduites en esclavage en Chine, aux côtés des députées Edith Picton-Turbervill et Eleanor Rathbone.

## Dernières années
En 1933, Lady Simon est récompensée de ses efforts en étant nommée Dame Commandeur de l'Ordre de l'Empire britannique. Pour ses actions militantes, elle voyage beaucoup à l'étranger et à l'intérieur du pays, prononçant des discours et collectant des fonds. Rien qu'en 1934, elle s'adresse à 10 000 personnes. Trois ans plus tard, son mari devient chancelier de l'Échiquier et le couple s'installe au 11 Downing Street. Dans les années précédant la Seconde Guerre mondiale, elle critique le régime nazi et sympathise avec le sionisme. En avril 1940, bien qu'handicapée par une arthrose sévère, elle anime une conférence au 11 Downing Street, où elle souligne l'importance de préparer le peuple de l'Empire à l'autonomie et à s'opposer à la discrimination raciale. La même année, son mari est créé vicomte Simon et elle devient vicomtesse Simon,.
John Simon est décédé en 1954. Kathleen Simon est décédée chez elle à Golders Green en 1955, à l'âge de 85 ans, et est incinérée au Golders Green Crematorium.